# Weichsel-Boulevard (Warschau)

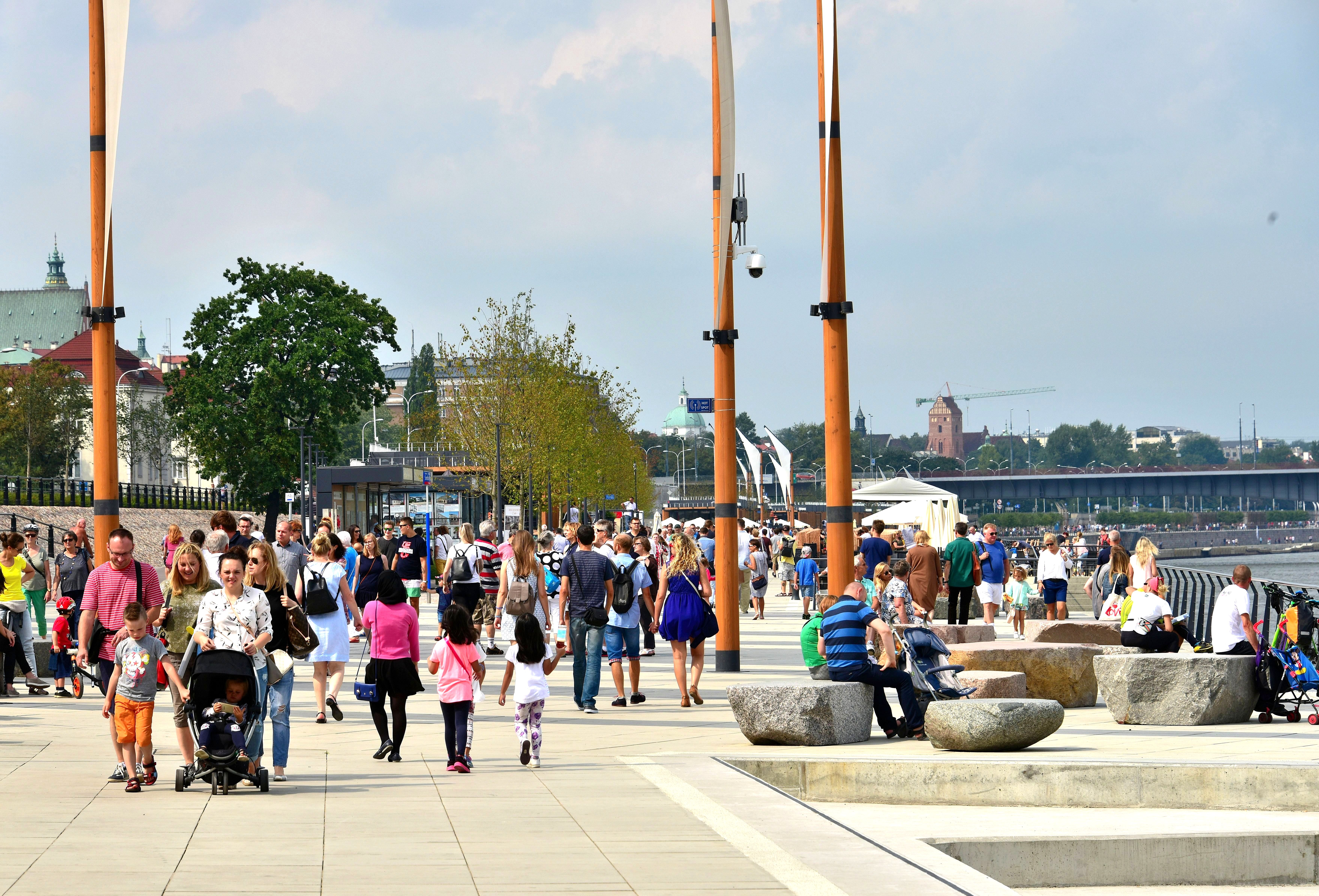
Weichsel-Boulevard, 2017

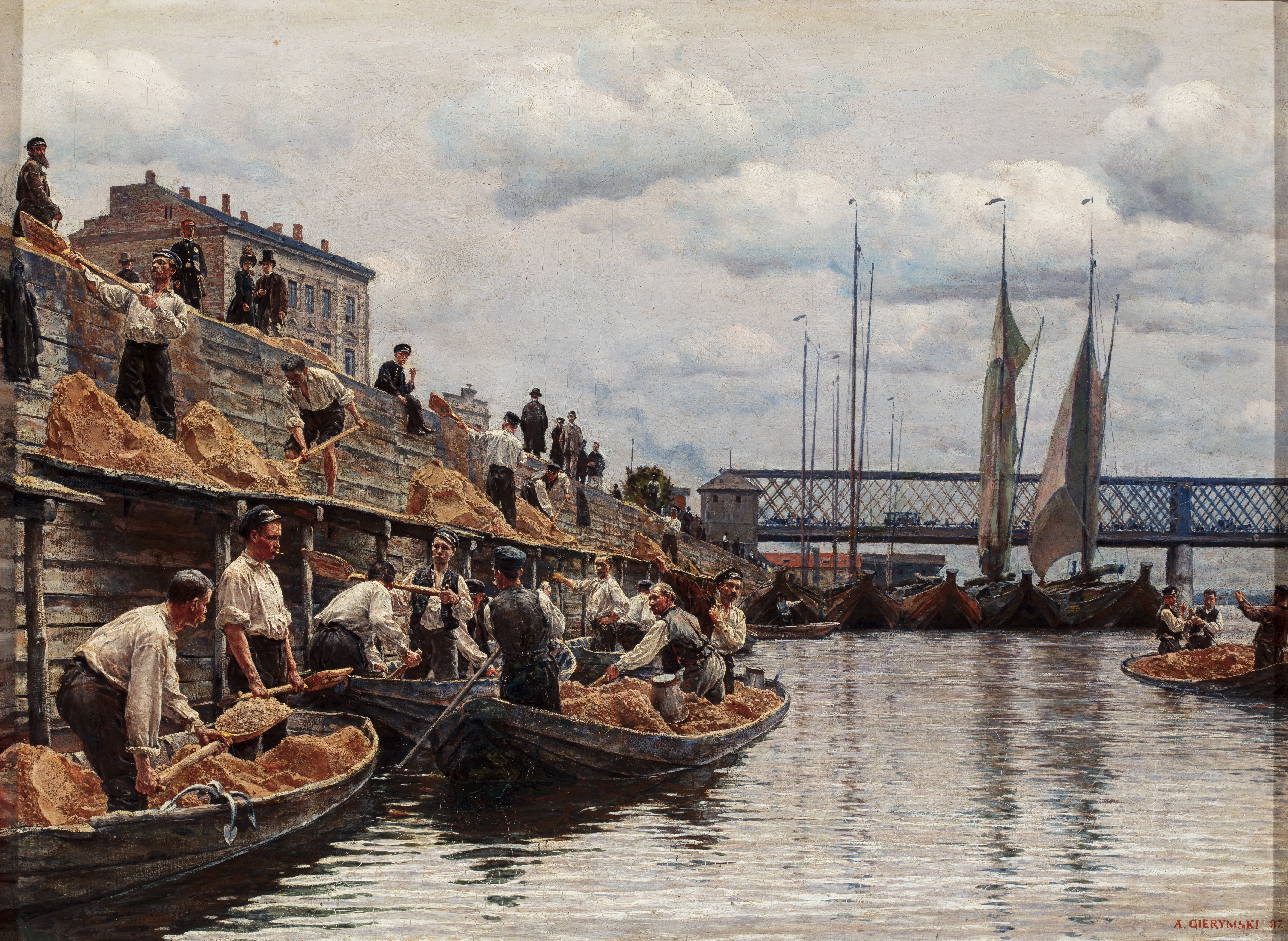
Gemälde des Weichselufers im 19. Jahrhundert von Aleksander Gierymski

Das Weichsel-Boulevard (polnisch Bulwary wiślane) befindet sich am westlichen Ufer der Weichsel in Warschau unterhalb der Weichselböschung.

## Geschichte
Das Weichselufer befindet sich im Stadtteil Powiśle, das zunächst als Armenviertel Warschaus galt. In Kongresspolen wurde beschlossen, das Weichselufer zu befestigen. Die Arbeiten begannen 1825, wurden jedoch aufgrund des Novemberaufstands unterbrochen. Das Boulevard konnte erst in den Jahren 1899–1910 eröffnet werden. In der Zwischenkriegszeit und der Volksrepublik wurden die Arbeiten fortgesetzt und weitere Abschnitte fertiggestellt. Seinen heutigen Zustand erhielt das Boulevards erst nach der Grundlegenden Sanierung in den Jahren 2013–2015. Seither ist es insbesondere in den Sommermonaten eine beliebte Flaniermeile der Warschauer.